# 胡柏年
胡柏年（1866年—1938年），字經廷，湖北沔阳人。清末民初政治人物。

## 生平
胡柏年是清朝拔贡。后任清朝候选主事、湖北民选资政院议员。中华民国成立后，北洋政府时期，胡柏年曾任众议院议员。 